# باباقدرت
روستای باباقدرت یکی از روستاهای بخش بام و صفی‌آباد در شهرستان اسفراین استان خراسان شمالی است. این روستا در دهستان بام قرار دارد.

## جغرافیای روستا

### موقعیت و تاریخچه

#### وجه تسمیه
در مورد وجه تسمیه این روستا اطلاعات دقیقی وجود ندارد.

##### تاریخچه روستا
از زمان پیدایش این روستا اطلاعات زیادی وجود ندارد